# Cansahcab
Cansahcab, es una localidad del estado de Yucatán, México, cabecera del municipio homónimo ubicada aproximadamente 52 kilómetros al este de la ciudad de Mérida, capital del estado y 12 km al este de la ciudad de Motul de Carrillo Puerto.

## Toponimia
El toponímico Cansahcab significa en idioma maya el lugar de las 4 cuevas de tierra blanca, por derivarse de las voces, can, 4 y sahcab, tierra blanca. 

## Datos históricos
Cansahcab está enclavado en el territorio que fue la jurisdicción de los Ah Kin Chel antes de la conquista de Yucatán.
Sobre la fundación de la localidad no se conocen datos precisos antes de la conquista de Yucatán por los españoles. Se sabe, sin embargo, que durante la colonia estuvo bajo el régimen de las encomiendas, entre las cuales la de doña Bantulia Sosa de Rivero en el año de 1700 con 250 mayas bajo su custodia.  
En 1825 Cansahcab formó parte del Partido de la Costa con cabecera en Izamal. 

## Sitios de interés turístico
En Cansahcab se encuentra un exconvento y templo donde se venera a San Francisco de Asís, construido en el siglo XVII, así como la capilla en honor de la Santa Cruz, que data de la misma época.

## Galería

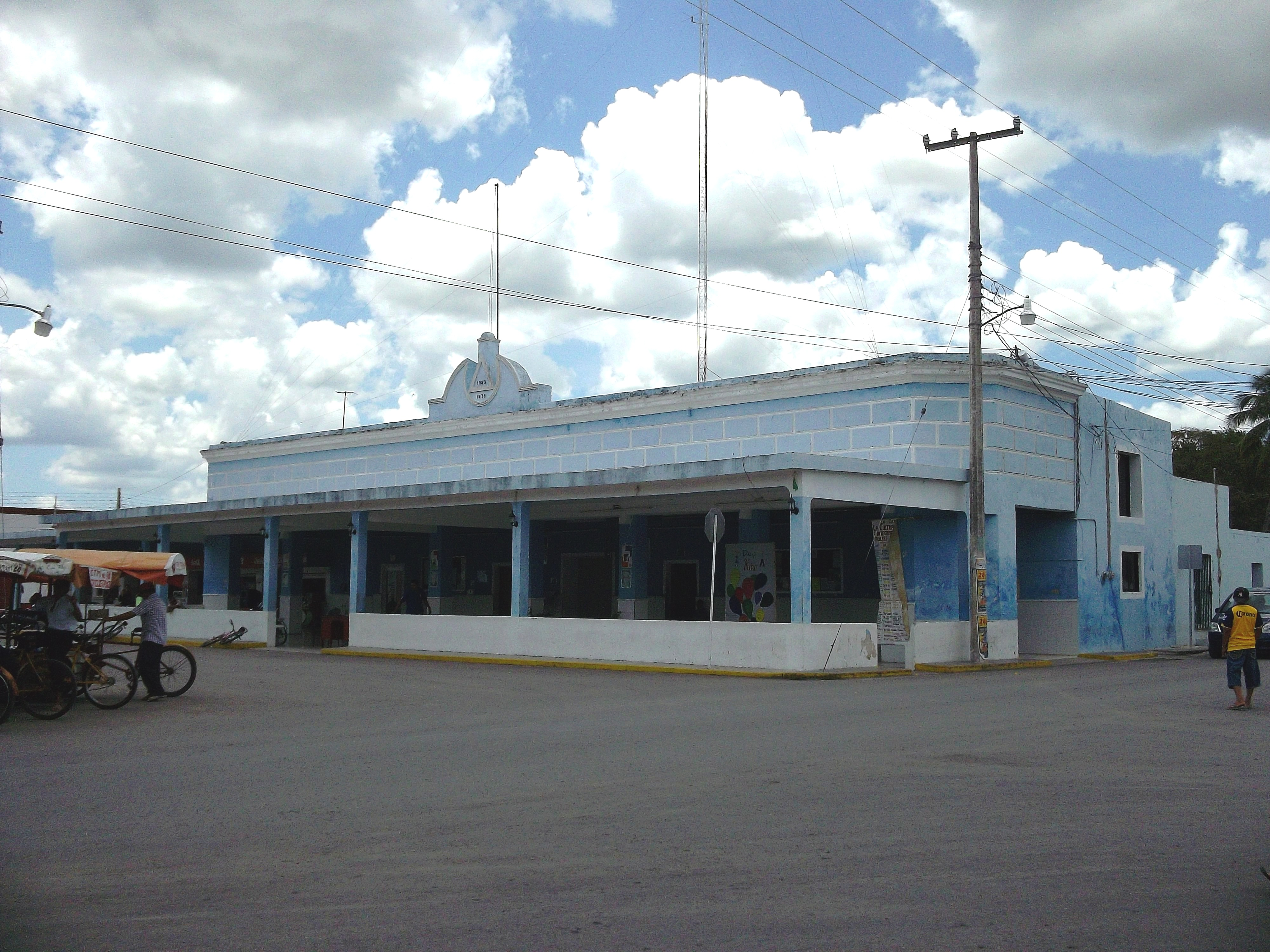
Palacio municipal de Cansahcab.
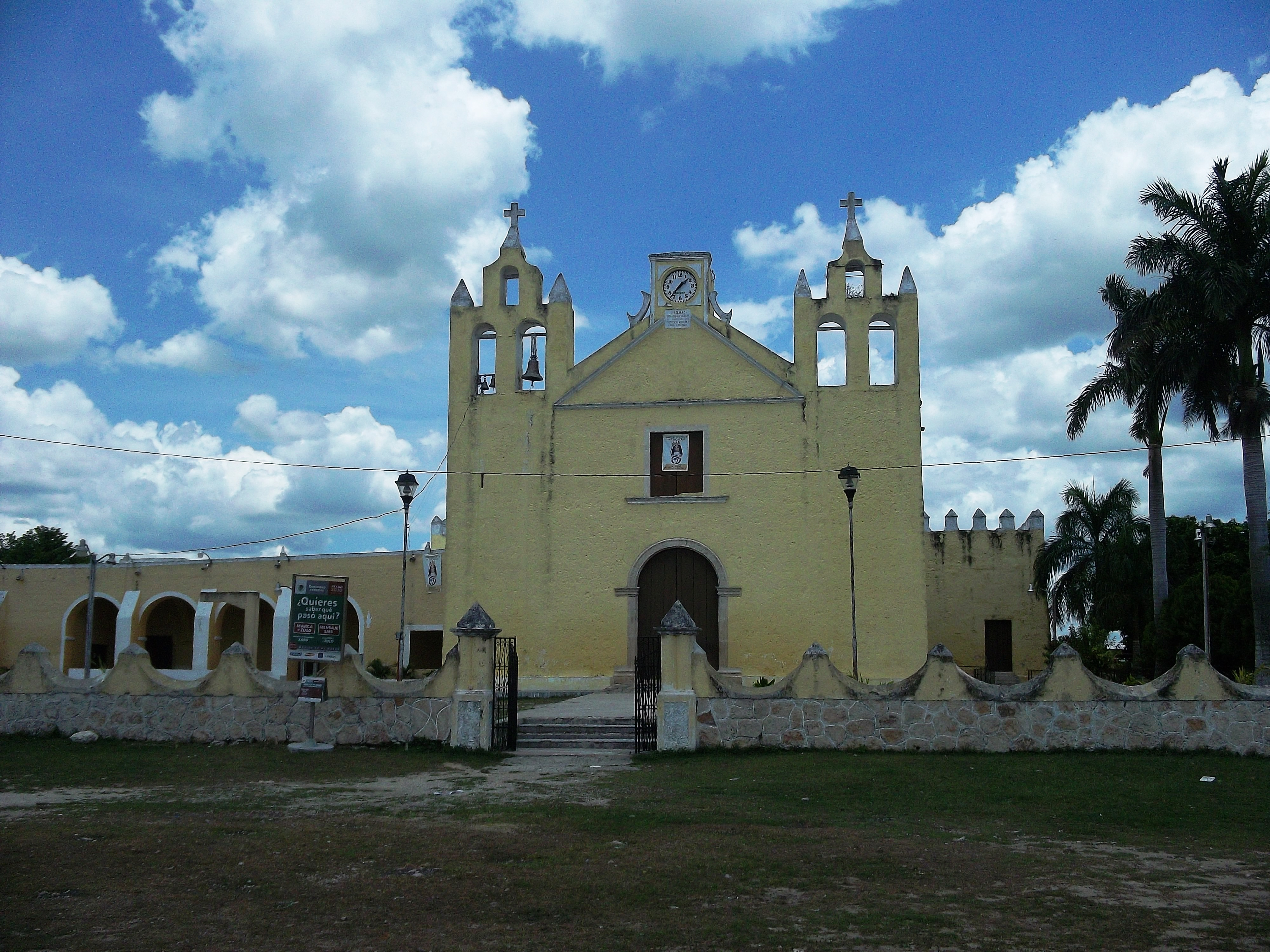
Fachada Iglesia Principal de Cansahcab.
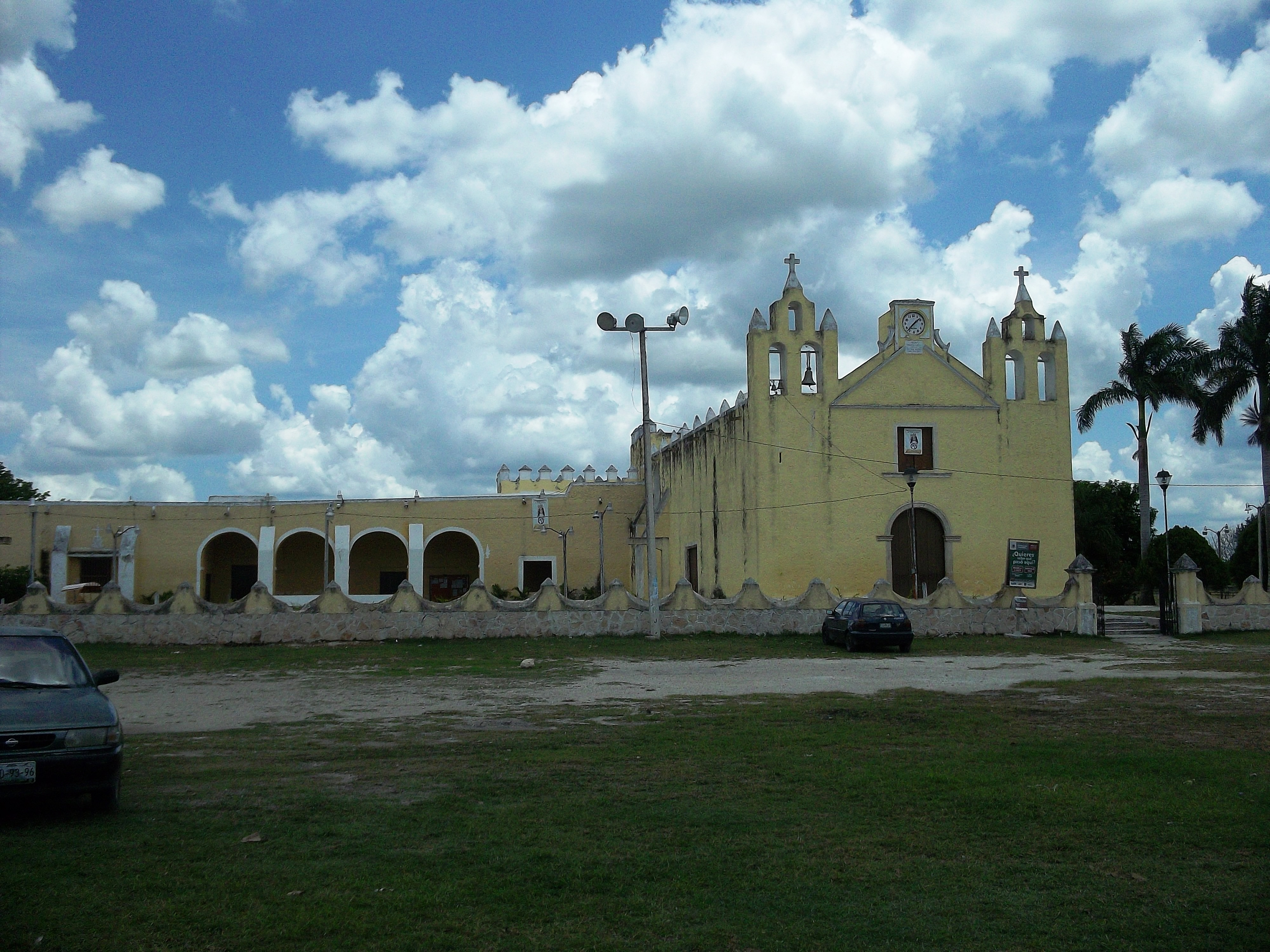
Iglesia principal de Cansahcab.
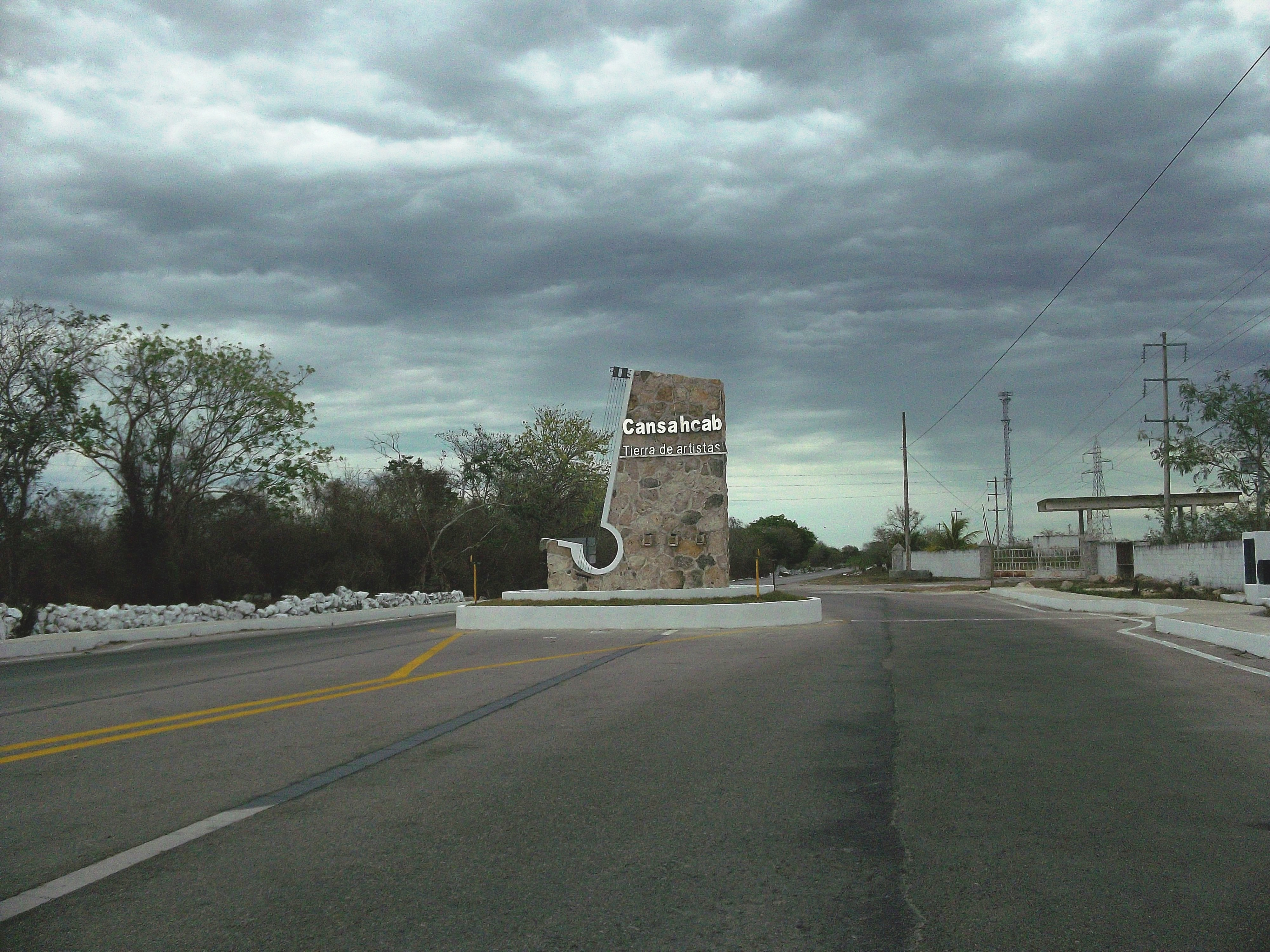
Entrada de Cansahcab.
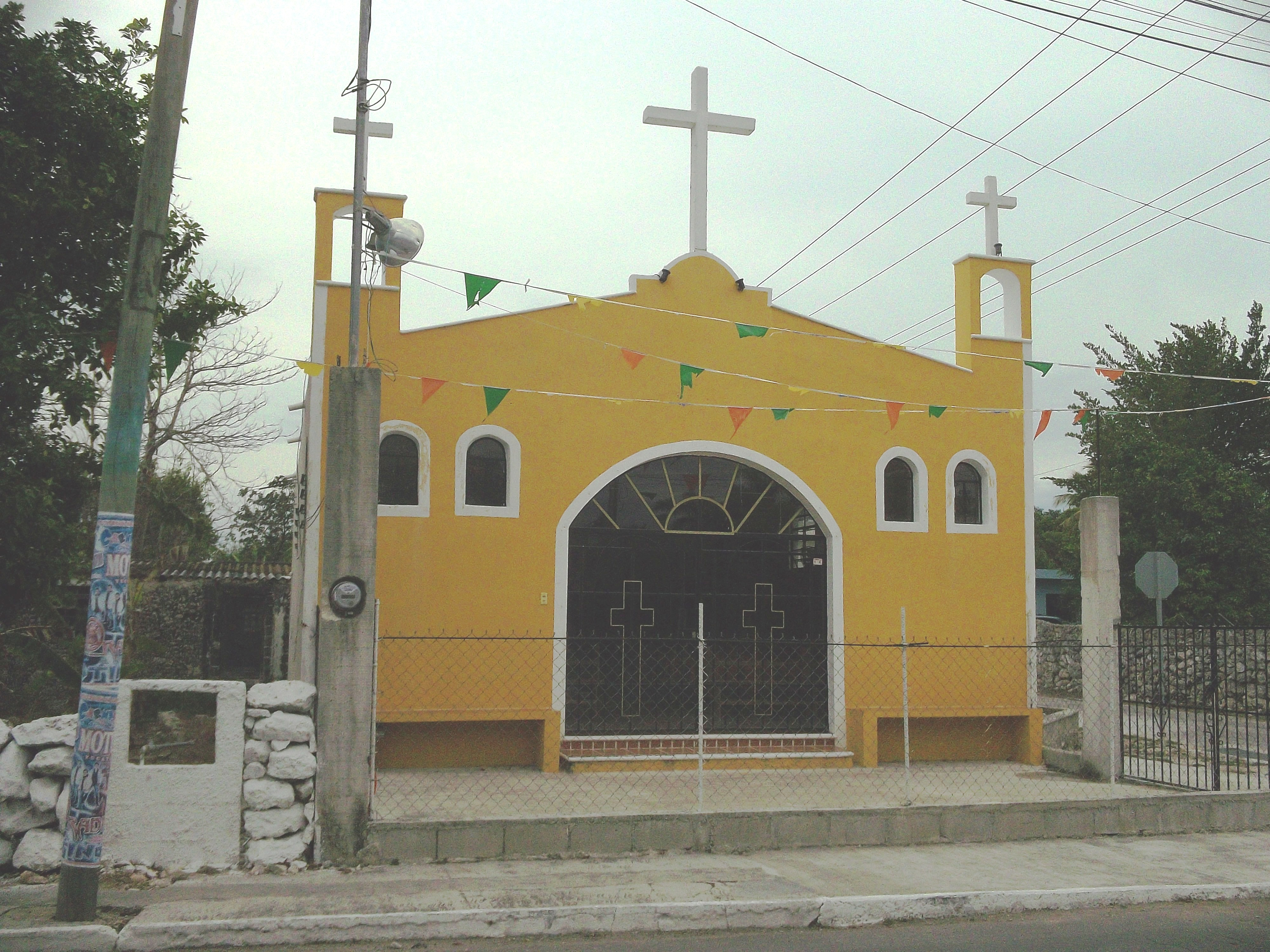
Capilla de Cansahcab.